# Backhousia enata
Backhousia enata är en myrtenväxtart som beskrevs av A.J.Ford, Craven och J.Holmes. Backhousia enata ingår i släktet Backhousia och familjen myrtenväxter. Inga underarter finns listade i Catalogue of Life.